# Остановился поезд
«Остановился поезд» — советский художественный фильм режиссёра Вадима Абдрашитова по сценарию Александра Миндадзе. Производственная драма, снятая в 1982 году на киностудии «Мосфильм». Последняя роль в кино Анатолия Солоницына.

## Сюжет
Ночью навстречу пассажирскому поезду движется под уклон сцепка из шести грузовых платформ. Она выкатилась на главный путь с ближайшей станции. Машинист в последний момент замечает опасность, кричит помощнику «Прыгай!», даёт экстренное торможение и погибает, приняв удар на себя.
В город, близ которого произошло столкновение, приезжает следователь областной прокуратуры Ермаков. Он устраивается в гостинице и обнаруживает, что соседнюю кровать в одном с ним номере занял журналист, ехавший в том поезде. Следователь довольно быстро выясняет причину происшествия: сцепщик на станции положил под колёса отцепа платформ не два тормозных башмака, как положено по инструкции, а только один, как всегда и делалось в депо. Однако на допросе сцепщик показывает, что действовал строго по инструкции. Когда он узнаёт, что его ложь изобличена, с ним случается удар, от которого он умирает. Вслед за тем выясняется, что скоростемер на электровозе был неисправен и показывал скорость ниже реальной на 20 км/ч. Следователь направляется в локомотивное депо, где организована гражданская панихида по машинисту, и обличает начальника депо в подписании фиктивного акта и выпуске на линию неисправного локомотива. Начальник депо заявляет, что если он всё будет делать по инструкции, то попросту остановит движение поездов, особенно в летний период. Более того, выясняется, что отец погибшего машиниста, тоже машинист, в свое время сам погиб при похожих обстоятельствах.
С выходом статьи «Подвиг машиниста» весь город ополчается против следователя. При этом следователя упрекают в том, что он свёл в могилу сцепщика. На следователя оказывают давление местное административное и партийное начальство, руководители предприятий. Из мести ему неизвестные травят бездомного пса, которого он подкармливал, живя в гостинице. Следователь ссорится со своим новым знакомым журналистом, который написал хвалебную статью про подвиг машиниста. Фильм заканчивается церемонией открытия закладки памятника героям-машинистам, на которой присутствует большинство жителей города и спасённые пассажиры поезда.

## В ролях
- Олег Борисов — Герман Иванович Ермаков, следователь прокуратуры
- Анатолий Солоницын — Игорь Малинин, журналист
- Михаил Глузский — Пётр Филиппович Пантелеев, сцепщик
- Нина Русланова — Мария Игнатьевна, председатель горисполкома
- Людмила Зайцева — Тимонина, вдова машиниста
- Николай Скоробогатов — Павел Сергеевич Голованов, начальник локомотивного депо
- Пётр Колбасин — Валерий Губкин, помощник машиниста
- Иосиф Рыклин — врач в городской больнице
- Виктор Волков — Пухов, служащий локомотивного депо
- Станислав Коренев — заместитель председателя горисполкома
- Валерий Лысенков — телеоператор
- Александр Пашутин — пассажир поезда
- Александра Харитонова — Воробьёва, стрелочница
- Галина Юркова-Данелия — Галина Ивановна, режиссёр телевидения
- Виктор Рождественский — пассажир поезда, полковник

## Съёмочная группа
- Автор сценария: Александр Миндадзе
- Режиссёр: Вадим Абдрашитов
- Оператор: Юрий Невский
- Художник: Александр Толкачёв
- Композитор: Эдуард Артемьев

## Съёмки
Все съёмки проходили в городе Серпухов Московской области.

## Выход в прокат и критика
Олег Борисов ушёл с главной роли кинокартины «Двадцать шесть дней из жизни Достоевского» во время съёмочного периода, поскольку радикально разошёлся в трактовке образа писателя с режиссёром Александром Зархи. За это руководство «Мосфильма» запретило в течение двух лет приглашать его в проекты киностудии. Однако Вадим Абдрашитов убедил генерального директора Мосфильма Николая Сизова, что на роль следователя Ермакова подходит только Борисов. Сизов, не позволявший другим режиссёрам работать с Борисовым, согласился с условием, что группа снимет фильм в экспедиции, не используя павильонов студии, без огласки, и представит руководству студии готовый фильм. Картина была названа антисоветской и «положена на полку». По мнению Абдрашитова, это было к лучшему, так как она не была покалечена цензурой и в целости и сохранности дождалась появления Андропова.

## Фестивали и премии
- 1984 — Государственная премия РСФСР имени братьев Васильевых: Вадим Абдрашитов, Олег Борисов, Александр Миндадзе, Юрий Невский, Александр Толкачев.
- 1984 — МКФ авторского фильма в Сан-Ремо, специальный приз жюри за лучший сценарий (Александр Миндадзе)